# Анхорена, Хосе
Хосе Сентано Анхорена (исп. José Centaño Anchorena; род. 18 мая 1851, Севилья, Испания — 1 февраля 1923, Мадрид, Испания) — губернатор Испанской Гвинеи в 1908—1910 годах.

## Биография
Анхорена был сыном подполковника артиллерии Хосе Сентаньо Альдаве и поступил в пехотное отделение испанской армии в 1868 году. В 1871 году он был награжден крестом за военные заслуги. В 1872 году он был направлен в Страну Басков и Наварру для участия в третьей карлистской войне и получил звание лейтенанта; Участвовал в боях в Очандьяно, Арбису, Бильбао и Португалете, в ходе которых попал в плен. В сентябре 1874 года он поступил в Школу Генерального штаба и в 1877 году был произведен в капитаны. В 1881 году он был назначен профессором Школы Генерального штаба, пока в 1885 году его не направили в Пуэрто-Рико, где он входил в состав комиссии, отвечавшей за составление военной карты острова. В 1888 году он вернулся на полуостров и был назначен в министерство Герры, где он участвовал в составлении карты Альхесираса и опубликовал рассказ о Карлистской войне, за что был награжден в 1891 году.
В 1893 году он получил звание командующего Генеральным штабом и был направлен в Кампо-де-Гибралтар, а в 1894 году — в Сеуту. В 1895 году он был произведен в подполковники и назначен профессором Escuela Superior de Guerra, пока в 1896 году он не был назначен в посольство Испании в Вене в качестве военного атташе. В 1901 году он вернулся в Испанию и был назначен помощником орденов в Военном доме Его Величества. С 1902 по 1906 год он занимал различные должности в Военном консультативном совете и Генеральном штабе, пока не получил звание полковника. С 1907 по 1908 год он был гражданским губернатором провинции Лерида, с 1908 по 1909 год — губернатором Испанской Гвинеи, а в 1912 году — главой Управления по делам коренных народов и войск в Мелилье, получив звание бригадного генерала.
В 1914 году он был назначен гражданским губернатором Валенсии и Канарских островов, а в 1916 году — военным губернатором Гипускоа. В 1917 году он был произведен в генералы дивизии и назначен военным губернатором Овьедо, а затем Бискайи. В апреле 1919 года он был назначен гражданским губернатором Барселоны, хотя так и не вступил в должность. Вскоре после этого он ушел в запас и поселился в Мадриде, где и умер 1 февраля 1923 года.